# Szent Péter-templom (Bécs)
A bécsi Szent Péter-templom, németül Peterskirche az osztrák főváros egyik műemléktemploma az Innere Stadtban (I. kerület).

## Története
Helyén Bécs egyik legrégibb, Nagy Károly által 792-ben alapított temploma állt, amelyből mára semmi sem maradt.
I. Lipót magyar király kezdeményezésére 1701-ben kezdték el újraépíteni a Peterskirchét, Gabriele Montani tervei alapján, amelyet két évvel később Johann Lukas von Hildebrandt homorú homlokzata és kupolája követett. A jelentősen megváltoztatott tervek alapján az építkezés Franz Jänggl és Francesco Martinelli irányításával 1708-ra befejeződött.
A kőfaragást Johann Carl Trumler bécsi mester a környező birodalmi bányában kitermelt kemény kőből végezte.
Az építkezés 1722-ig nagyrészt befejeződött. Az új templomon a barokk Bécs első kupolája volt. A szakrális épület kompakt alakú, ovális belsővel, lenyűgöző mennyiségű téglalap alakú kiterjesztésekkel. A kupolás helyiséget főleg Matthias Steinl tervezte. A freskókat már Andrea Pozzo elkezdte, ám halála után eltávolították őket, hogy 1713-ban Johann Michael Rottmayr egy teljesen új programmal kezdhessen. A főoltár Antonio Galli da Bibiena (szerkezet) és Martino Altomonte (oltárkép) munkája. Az évek során a festmény sötétebbé vált, és komor megjelenést adott a belső térnek.
Joachim Georg Schwandtner, a  Szentháromság Testvérisége  szuperintendense a templomnak adományozott egy portikuszt, amelyet Andreas Altomonte készített el gutensteini márványból, 1751–53-ban. Johann Michael Strickner a birodalmi bányából további kőműveket, például lépcsőköveket szállított.
Az 1998 és 2004 közötti teljes felújítás, a festéssel együtt visszaadta a templom művészi ragyogását.

## Leírása
Az épület felfelé törekszik, mivel szűk a belső tér. Központi részén nagy kupola emelkedik, amelyet két tornyocska fog közre. A temérdek belső díszítés alkotója Matthias Steinl, a bejárati homlokzat fölötti baldachint 1753-ban Andreas Altomonte készítette.
A templombelső ovális kiképzésű, falait Johann Michael Rottmayr 1713-as freskója, a Miasszonyunk megkoronázása teljesen beborítja.

Alaprajza
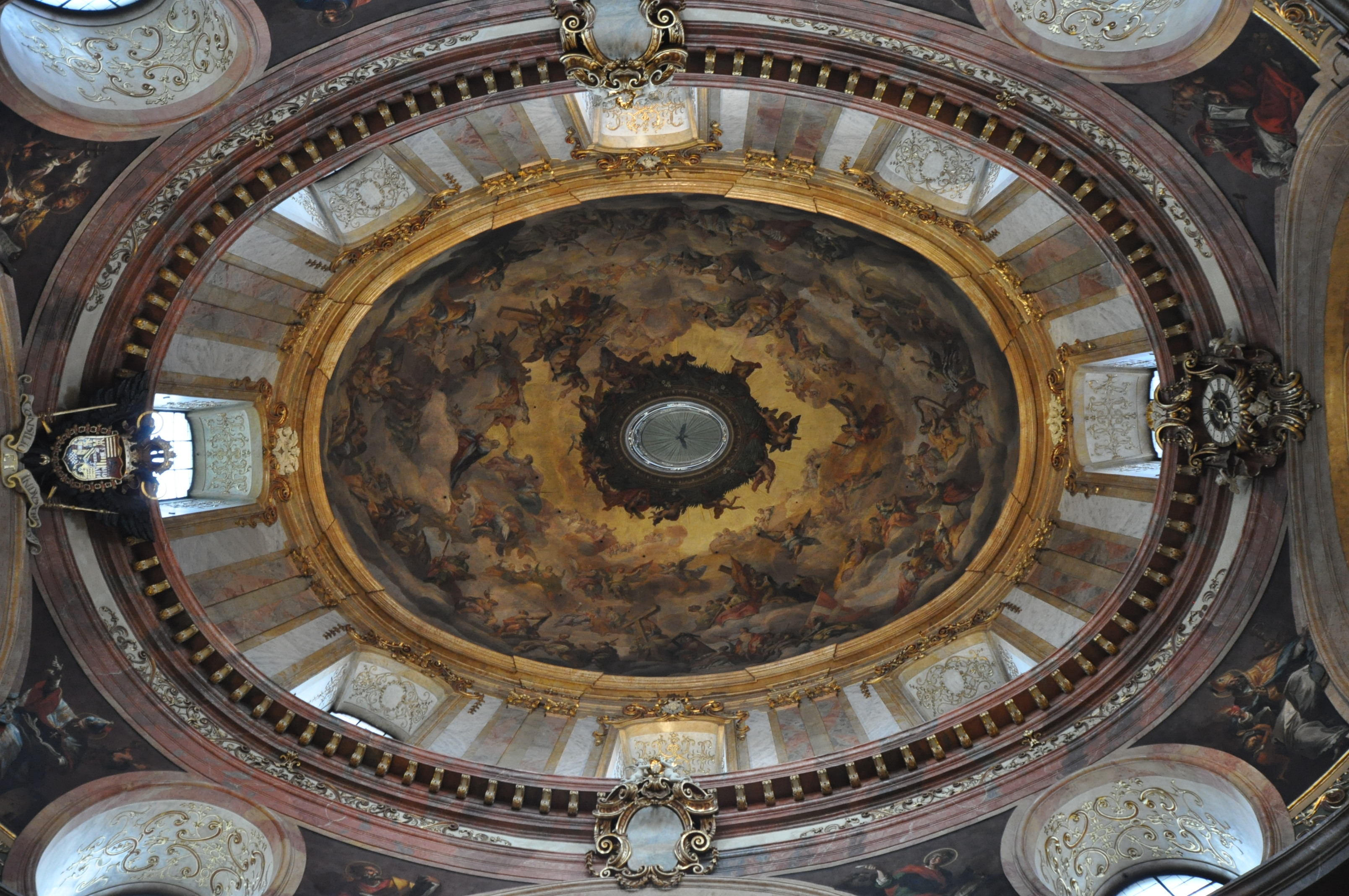
Ovális kupolája
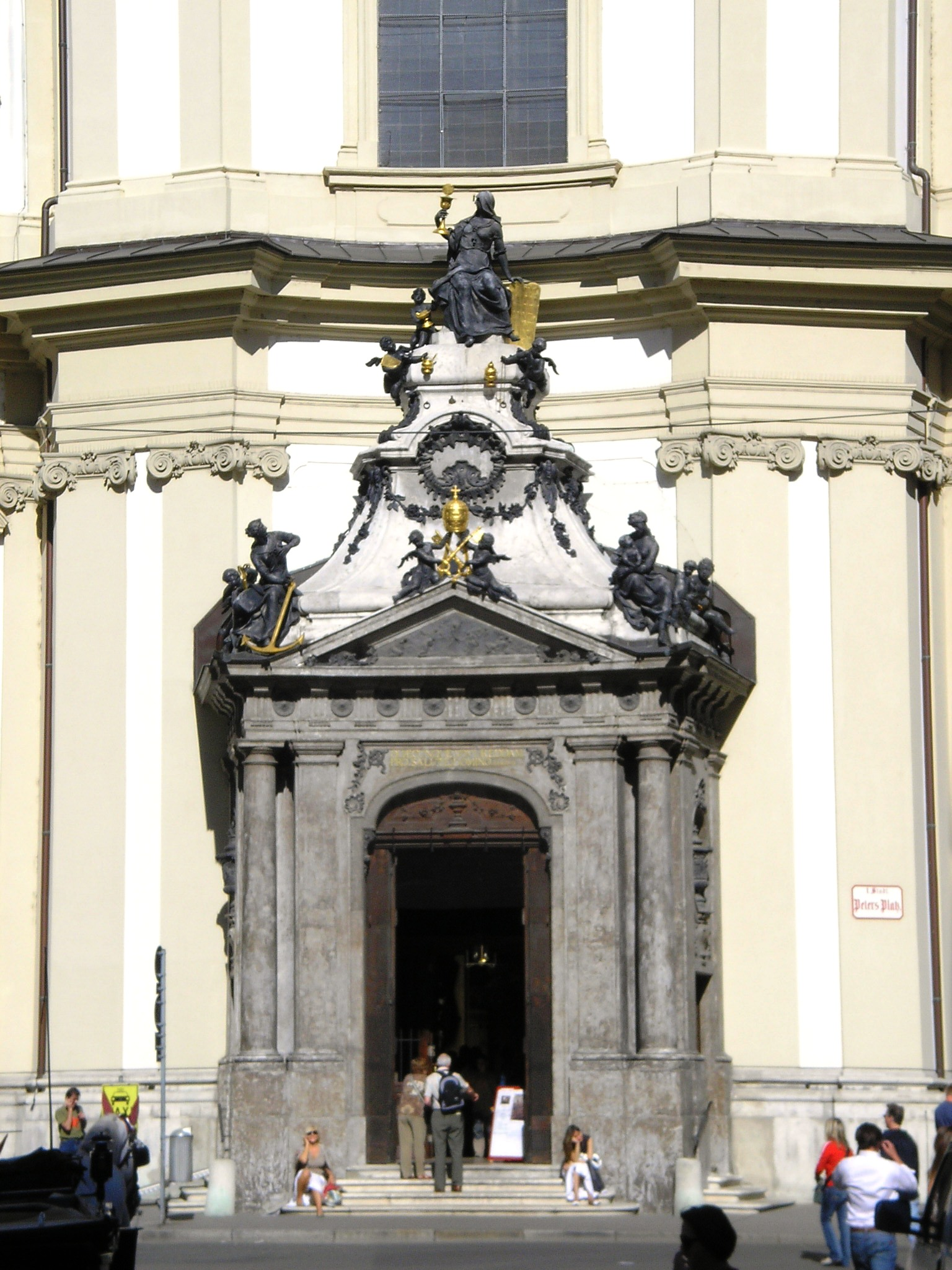
Portálja

## Fordítás
Ez a szócikk részben vagy egészben  a   Peterskirche (Wien) című német Wikipédia-szócikk ezen változatának fordításán alapul.  Az eredeti cikk szerkesztőit annak laptörténete sorolja fel. Ez a jelzés csupán a megfogalmazás eredetét és a szerzői jogokat jelzi, nem szolgál a cikkben szereplő információk forrásmegjelöléseként.

## Bibliográfia
- AA VV, Vienna. Arte e architettura, Könemann, 2000, 84–85. o.